# إموزاز (تيزي نتاست)
إموزاز هو دُوَّار يقع بجماعة تيزي نتاست، إقليم تارودانت، جهة سوس ماسة في المملكة المغربية. ينتمي الدوّار لمشيخة تيزي نتاست التي تضم 33 دوار. يقدر عدد سكانه بـ 75 نسمة حسب الإحصاء الرسمي للسكان والسكنى لسنة 2004.

## روابط خارجية
- البوابة الوطنية للجماعات الترابية
- المندوبية السامية للتخطيط